# Margaret Leng Tan
Margaret Leng Tan (陳靈; Singapore, 1945) è una compositrice e pianista cinese.
Soprattutto è nota per il suo lavoro come pianista di pianoforti giocattolo professionali, esibendosi nelle maggiori città del mondo con i suoi piano giocattolo di 51 centimetri. È anche conosciuta per essere una musicista classica che usa strumenti non convenzionali come tamburi giocattolo, piatti di salsa di soia piatti e lattine di cibo per gatti.

## Biografia
Tan è nata a Singapore nel dicembre 1945, figlia dell'ex presidente della Straits Times Press, Tan Chye Cheng, e ha iniziato a prendere lezioni di musica all'età di sei anni. Nel 1961 la giovane Tan vinse il primo posto al concorso pianistico annuale Singapore-Malesia e l'anno successivo vinse una borsa di studio per studiare alla Juilliard School all'età di 16 anni. Nel 1971 è diventata la prima donna a conseguire un dottorato in arti musicali alla Juilliard ed è diventata la diva del pianoforte preparato, inserendo dadi e bulloni nello strumento e suonandolo al rovescio ottenendo recensioni entusiastiche.

## Carriera musicale
Nel 1981 Tan incontra John Cage, e da allora i due hanno continuato a lavorare insieme negli ultimi 11 anni della vita di lui. Nel 1984 le è stata assegnata una borsa di studio della National Endowment for the Arts degli Stati Uniti. Tra il 1990 e il 1991 ha tenuto concerti retrospettivi della musica di Cage in collaborazione con l'artista Jasper Johns. Da allora è stata salutata come "l'esponente di punta della musica di Cage oggi" ( The New Republic ) e "l'interprete più convincente della musica per tastiera di John Cage" ( The New York Times ). Ha eseguito la musica di Cage in tutto il Nord America, Europa e Asia e nella PBS "American Masters" Jasper Johns.
L'associazione con Cage ha portato anche al suo incantesimo con il pianoforte giocattolo. Ha debuttato con lo strumento nel 1993 al Lincoln Center di New York, suonando la Suite for Toy Piano di Cage del 1948. Da quando ha trovato questo primo pianoforte giocattolo, ha continuato ad acquisirne molti altri, incluso un pianoforte a coda giocattolo Schoenhut a 37 tasti. Continua, afferma, a "rimanere incuriosita con tutto il cuore dalle sfumature magiche del pianoforte giocattolo, dal fascino ipnotico e, non ultimo, dalla sua intensità stonata".
Era il 1993 quando, in un negozio dell'usato nell'East Village di New York, Tan comprò il suo primo pianoforte giocattolo che costava solo 45 dollari. Il piccolo giocattolo alto 45 cm e due ottave divenne così il suo strumento per realizzare la Toy Piano Suite del 1948 e il suo primo amore per i pianoforti giocattolo. Ha registrato il suo album rivoluzionario, The Art of the Toy Piano, su Point/Polygram nel 1997. Nel 2002 la pianista si è esibita a Berlino il 9 marzo e a New York per una celebrazione separata di John Cage e compositore Morton Feldman il 13 aprile. Nello stesso anno Tan ha fatto la storia come il primo musicista nato a Singapore a suonare nell'Auditorium Isaac Stern della Carnegie Hall il 14 aprile 2002, dove ha eseguito il Concerto per pianoforte e orchestra da camera di Cage con l'American Composers Orchestra . [4]
Tan è stata anche descritta mentre suonava Cage's 4'33" sul suo pianoforte giocattolo nel documentario di Singapore GaGa del regista singaporiano Tan Pin Pin. Inoltre non è mai lontana dai suoi pianoforti giocattolo e con una buona dose di storie stuzzicanti durante i suoi viaggi. Nel 2001, quando fu invitata ad esibirsi in un'abbazia in Provenza, in Francia, lo staff tecnico le consigliò di riporre il suo pianoforte giocattolo per evitare che escrementi di pipistrelli cadessero sul suo prezioso pianoforte. Alla fine il suo pianoforte era posto sotto il pianoforte a coda; questa disposizione di un piccolo pianoforte sotto uno grande ricordava a Tan le bambole Matroska. In un'altra occasione, ha ricordato uno spettacolo divertente quando ha portato il suo pianoforte a bordo dell'aereo e lo ha legato a un sedile accanto a lei. 
Il documentario di Evans Chan del 2004, Sorceress of the New Piano: The Artistry of Margaret Leng Tan, è stato invitato a numerosi festival cinematografici internazionali tra cui Vancouver, Melbourne e SILVERDOCS di AFI/Discovery Channel, dove è stato nominato come miglior documentario musicale. 
Tan è l'interprete in primo piano per "Inside the Piano" nella serie di video Treasures of The New York Public Library.

## Premi
- Nel 2014, Tan è stata inserita nella Singapore Women's Hall of Fame.
- Nel 2015, Tan ha ricevuto il medaglione culturale di Singapore da Tony Tan, presidente di Singapore.

## Vita privata
Tan risiede a Brooklyn, New York e ha collezionato 18 pianoforti giocattolo. 

## Discografia
- Somei Satoh: Litania  New Albion (1988)
- Sonic Encounters - The New Piano  Mode Records (1988)
- Cage: The Perilous Night, Four Walls  New Albion (1990)
- Cage: Daughters of the Lonesome Isle  New Albion (1994)
- Milos Raickovich New Classicism  Mode Records (1995)
- The Art of the Toy Piano  Point Music/Universal (1997)
- Cage: The Seasons  ECM New Series (2000)
- Cage The Works for Piano 4  Mode Records (2002)
- George Crumb: Makrokosmos I and II  Mode Records (2004)
- Ge Gan-ru: Chinese Rhapsody  BIS (2005)
- Cage The Works for Piano 7  Mode Records (2006)
- Ge Gan-ru: Lost Style  New Albion (2007)
- She Herself Alone, The Art of the Toy Piano 2  Mode Records (2010)